# No Sleep till Brooklyn
«No Sleep till Brooklyn» — песня группы Beastie Boys с их дебютного альбома 1986 года Licensed to Ill.
В 1987 году была издана отдельным синглом. (Это был шестой сингл с вышеназванного альбома.)
Название песни обыгрывает название альбома No Sleep 'til Hammersmith рок-группы Motörhead .